# Ausztrália növény- és állatvilágának listái

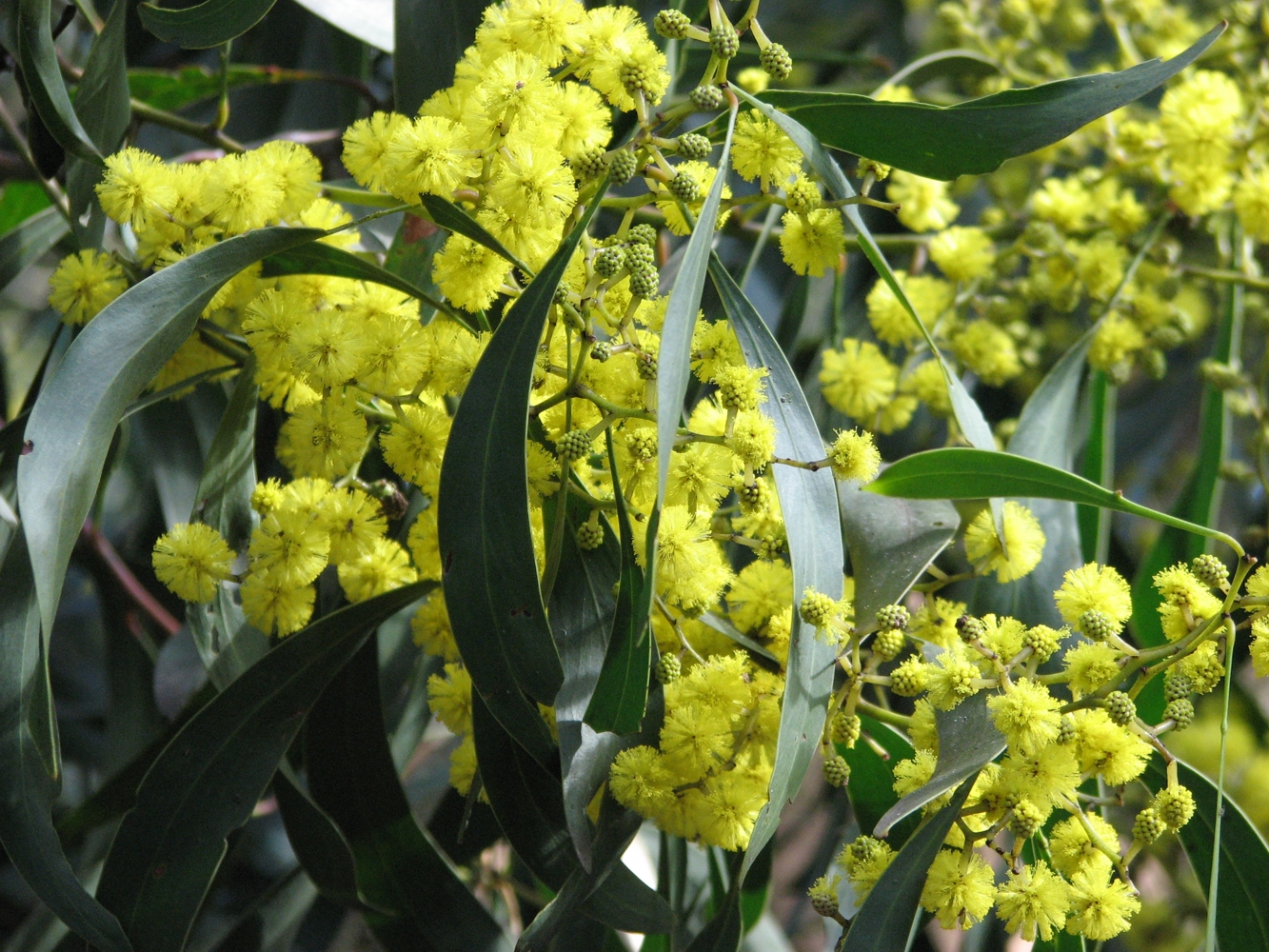
Ausztrália tavaszköszöntő arany akáciája (Acacia pycnantha), Ausztrália nemzeti virágjelképe

Ez a szócikk Ausztrália néhány jellemző növényét és állatát sorolja fel.

## Ausztrália néhány jellemző növénye

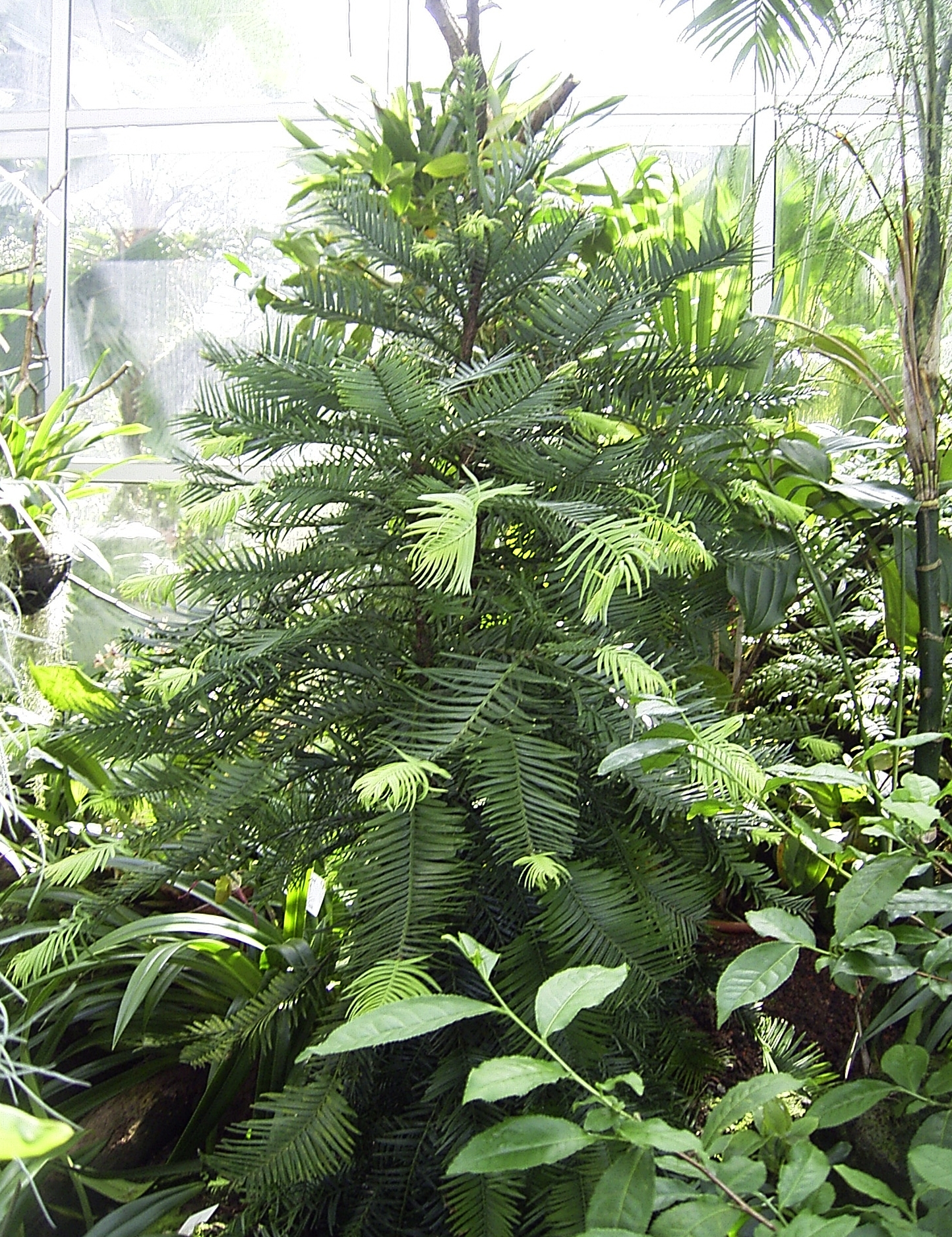
Sárkányfenyő, egy igazi ausztráliai „élő kövület”

- Akácia
- Araukáriafélék
  - Kaurifenyő
- Eukaliptusz
  - Eukaliptuszfajok listája

- Hasznos pandánusz
- Tűpárnabokor
- Bunyabunya-fenyő
- Spinifexfű
- Ausztrál fűfa
- Ausztrál páfránypálma
- Ausztrál palackfa
- Sólabodabokor
- Ujjas kőtiszafa

- Sárkányfenyő

## Ausztrália néhány jellemző állata

Vadon élő koala

### Emlősök
- Erszényeshangyász
- Erszényes ördög
- Hangyászsünfélék
- Kacsacsőrű emlős
- Kengurufélék
- Koala
- Kuszkuszfélék
- Mézrablóerszényes
- Vombat
  - Dingó

### Madarak
- Bozótjárófélék
- Emufélék
- Gyémántmadárfélék
- Kakadufélék
- Kazuárfélék
- Lantfarkúmadár-félék
- Pirókszajkófélék
- Sörtésmadárfélék
  - Fekete hattyú
  - Homoki ásótyúk
  - Kacagójancsi
  - Rozsdástorkú mézevő
  - Talegallatyúk

### Hüllők

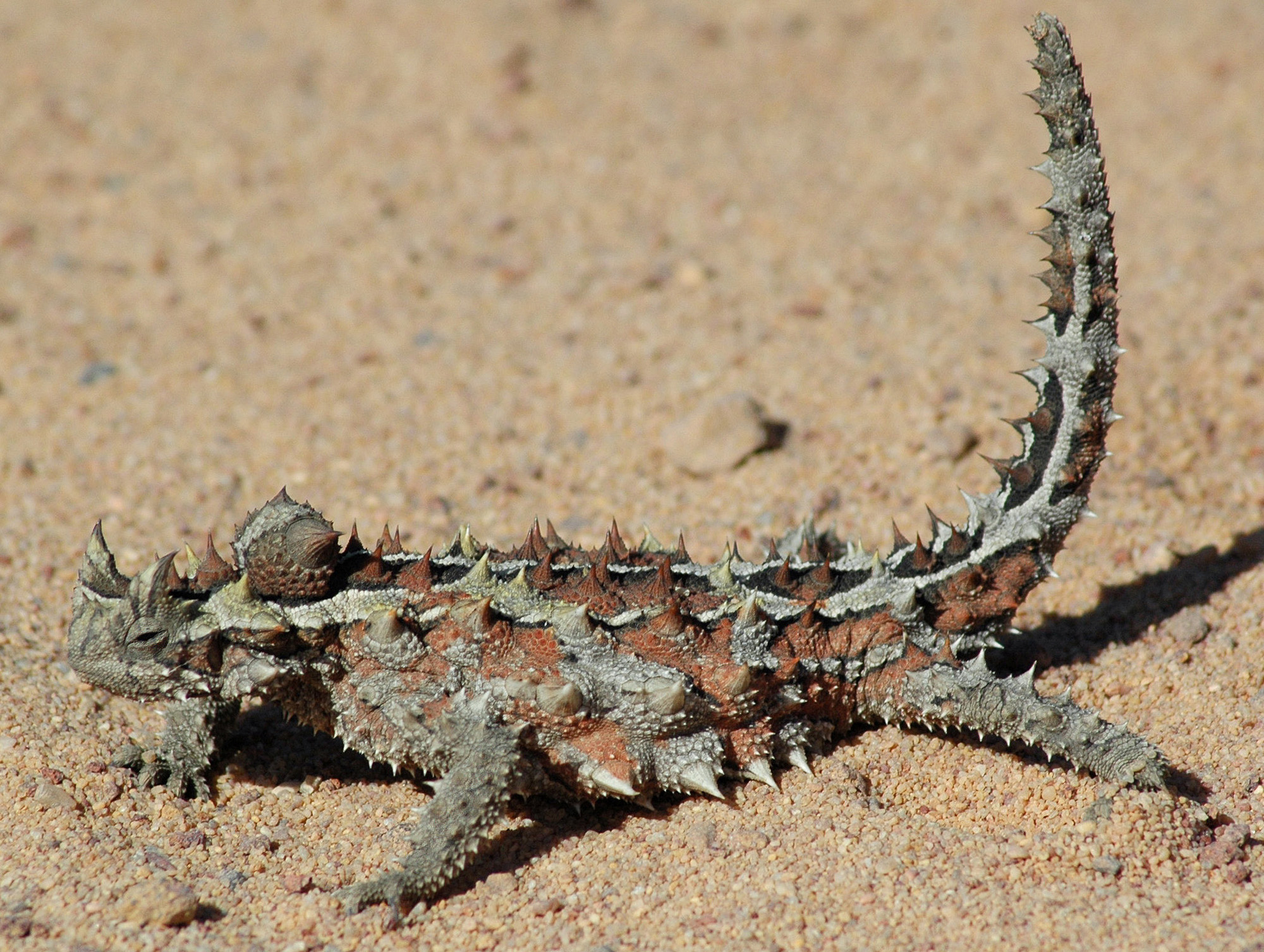
Tüskés ördög

- Tüskés ördög
- Szalagos varánusz
- Bordás krokodil

### Halak
- Korallszirtihal-félék